# Абайський сільський округ (Жетисайський район)
Аба́йський сільський округ (каз. Абай ауылдық округі, рос. Абайский сельский округ) — адміністративна одиниця у складі Жетисайського району Туркестанської області Казахстану. Адміністративний центр — село Халиктар-Достиги.
Населення — 8405 осіб (2021; 8746 у 2009, 7047 у 1999, 6867 у 1989).
Станом на 1989 рік існувала Абайська сільська рада (села Дружба Народів, Плодовиноградне, Прибрежне, Степне, Строїтельне) Кіровського району. 2023 року до складу Кизилкумського сільського округу передано 6,12 км² Абайського сільського округу.

## Склад
До складу округу входять такі населені пункти:
| Населений пункт        | Колишні назви                                     | Населення, осіб (1989) | Населення, осіб (1999) | Населення, осіб (2009) | Населення, осіб (2021) |
| ---------------------- | ------------------------------------------------- | ---------------------- | ---------------------- | ---------------------- | ---------------------- |
| Алтин-Кемер, село      | отділення №2 совхоза імені Кірова, Прибрежне      | 956                    | 1093                   | 1203                   | 1032                   |
| Атажурт, село          | -                                                 | -                      | -                      | 131                    | 308                    |
| Бейбітшилік, село      | Строїтельне                                       | 973                    | 870                    | 984                    | 1155                   |
| Жузімдік, село         | совхоз імені Кірова, Плодовиноградне              | 1123                   | 1362                   | 1682                   | 1568                   |
| Отан, село             | Степне                                            | 1235                   | 1550                   | 1711                   | 1504                   |
| Халиктар-Достиги, село | отділення №1 совхоза імені Кірова, Дружба Народів | 2580                   | 2172                   | 3035                   | 2838                   |